# Скотті Мур
«Скотті» Мур англ. Winfield Scott "Scotty" Moore III (27 лютого 1931, Ґадсден, Теннессі — 28 червня 2016, Нешвілл, Теннессі) — відомий американський гітарист, який з Білом Блеком творили музичний супровід Елвіса Преслі з перших днів його музичної кар'єри: його і Біла Блека обрав Сем Філліпс із «Сан-Рекордс», переконаний, що саме ці двоє — той акомпанемент, який буде потрібним молодому Елвісу для музичного зльоту.
Мур підігравав Елвісу, коли той записував такі свої найвідоміші пісні, як-от: «Good Rockin' Tonight», «Baby Let's Play House», «Heartbreak Hotel», «Mystery Train», «Hound Dog», «Too Much», а також «Jailhouse Rock».